# 그레그 톨런드
그레그 톨런드(Gregg Toland, 1904년 5월 29일 ~ 1948년 9월 28일)는 미국의 촬영 감독이다. 딥 포커스와 같은 새로운 촬영 기법을 사용했으며, 이러한 기법은 오손 웰스의 시민 케인, 윌리엄 와일러의 우리 생애 최고의 해, 존 포드의 분노의 포도와 머나먼 항해에서 볼 수 있으며, 폭풍의 언덕, 무법자, 남부의 노래, 주교의 부인 등의 영화의 촬영 감독을 맡았다.
톨런드는 촬영 감독을 하는 동안 유일하게 수상한 폭풍의 언덕을 포함해 아카데미상에 6번 후보로 지명되었다. 또한 톨런드는 국제 촬영 감독 협회에서 영화 역사상 가장 영향력 있는 촬영 감독에 제임스 웡 하우, 고든 윌리스, 스벤 닉비스트, 비토리오 스토라로, 빌모스 지그몬드 등과 함께 선정되었다.